# Скитка
Ски́тка — село в Україні, у Липовецькій міській громаді Вінницького району Вінницької області. Населення становить 578 осіб.

## Історія
Завдяки роботі місцевих вчителів Лариси Цвях та Алли Романової вдалося встановити імена загиблих внаслідок Голодомору на території сіл Скитківського старостинського округу. У 2022 році завдяки зусиллям старости села Віктора Романова, фермерів та місцевих жителів споруджено пам'ятний знак на сільському кладовищі.
12 червня 2020 року, розпорядженням Кабінету Міністрів України № 707-р «Про визначення адміністративних центрів та затвердження територій територіальних громад Вінницької області», увійшло в Липовецьку міську громаду.
19 липня 2020 року, в результаті адміністративно-територіальної реформи та ліквідації Липовецького району, село увійшло до складу Вінницького району.

## Населення

### Мова
Розподіл населення за рідною мовою за даними перепису 2001 року:
| Мова       | Кількість | Відсоток |
| ---------- | --------- | -------- |
| українська | 569       | 98.44%   |
| російська  | 7         | 1.21%    |
| білоруська | 2         | 0.35%    |
| Усього     | 578       | 100%     |

## Галерея

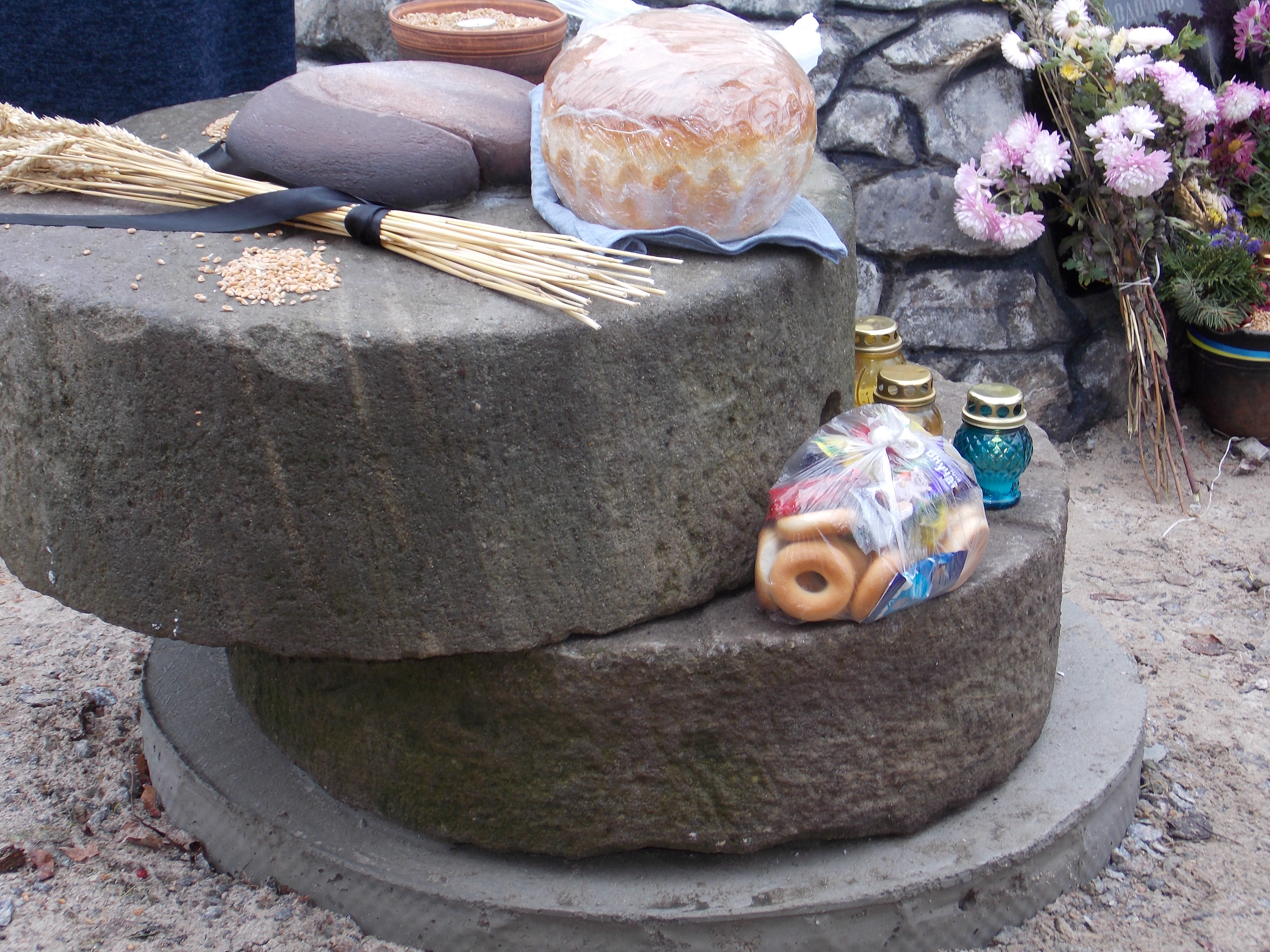
Меморіал жертвам Голодомору
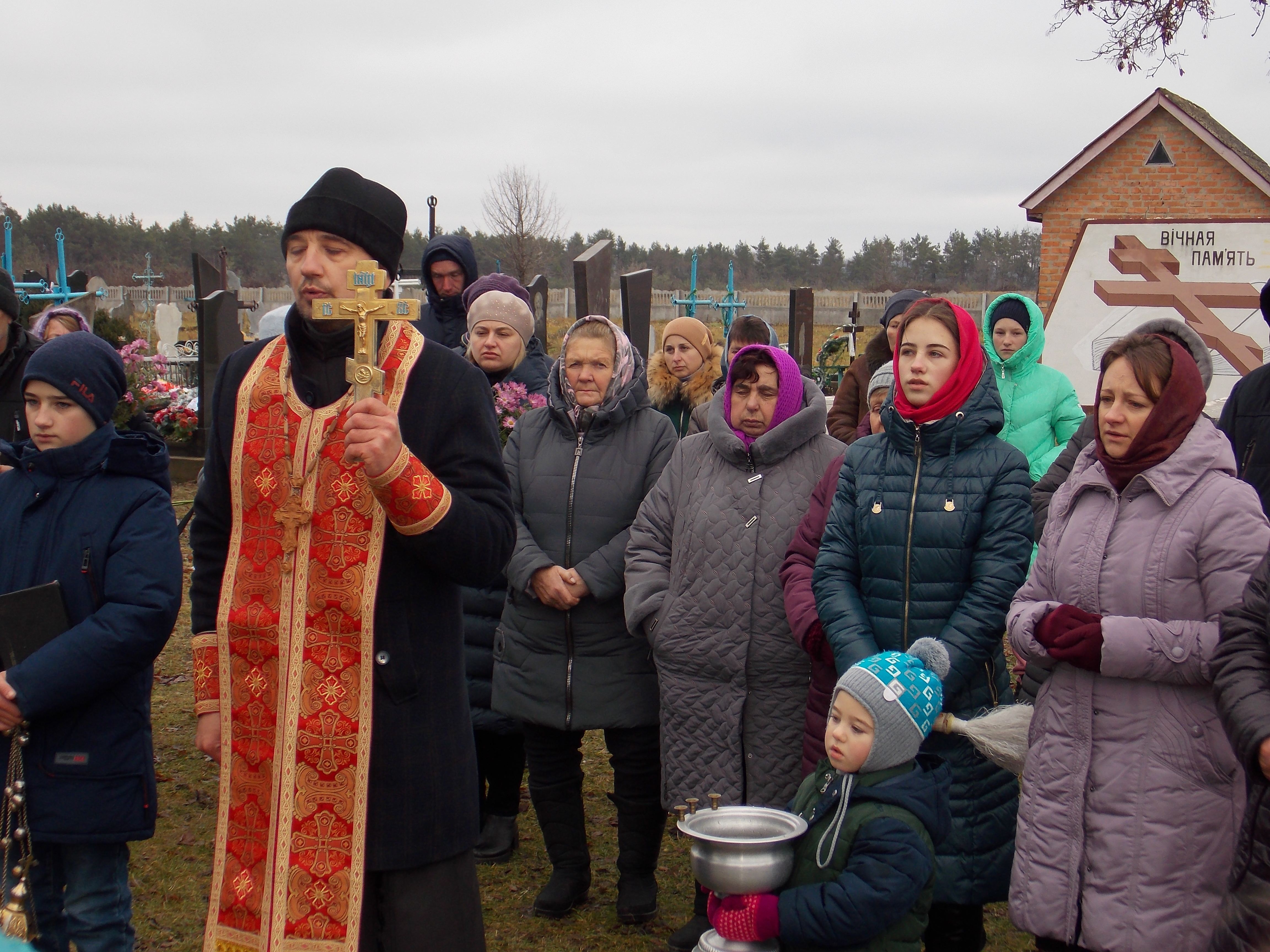
Відкриття меморіалу жертвам Голодомору